# Danh sách đầu bếp Ấn Độ
Đây là danh sach các đầu bếp Ấn Độ:
Đây là một danh sách chưa hoàn tất, và có thể sẽ không bao giờ thỏa mãn yêu cầu hoàn tất. Bạn có thể đóng góp bằng cách mở rộng nó bằng các thông tin đáng tin cậy.

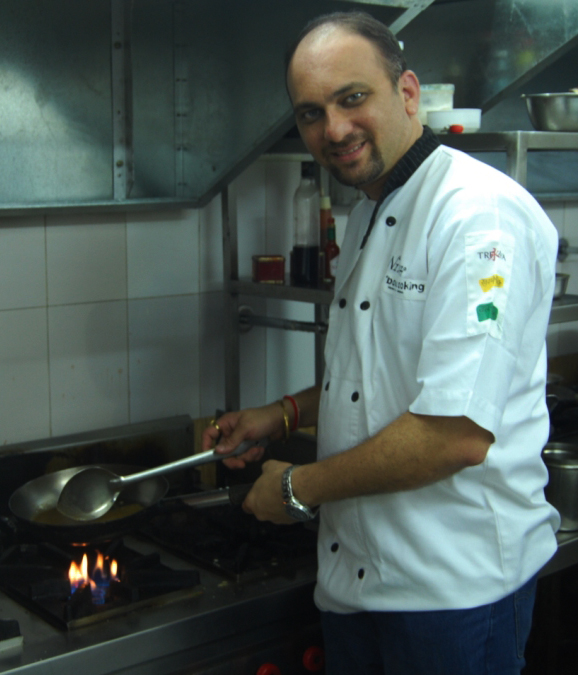
Nilesh Limaye năm 2010

Các đầu bếp Ấn Độ đáng chú ý bao gồm:
- Aarti Sequeira (sinh 1978)
- Anjum Anand (sinh 1971)
- Surjan Singh Jolly
- Chef Damodharan
- Farrokh Khambata
- Floyd Cardoz[5][6][7] (1960–2020)
- Gaggan Anand
- Garima Arora
- Harpal Sokhi
- Hemant Bhagwani
- Imitiaz Qureshi
- Jacob Sahaya Kumar Aruni (1972-2012)
- Karre Mastanamma
- Kumar Mahadevan (sinh 1960)
- Kunal Kapur
- M.S. Krishna Iyer
- Madhur Jaffrey (sinh 1933)
- Maneet Chauhan (sinh 1976)
- Manish Mehrotra (sinh 1974)
- Manju Malhi
- Manjunath Mural (sinh 1973)
- Mehboob Alam Khan
- Narayana Reddy
- Narayanan Krishnan (sinh 1981)
- Nelson Wang (sinh 1950)
- Nilesh Limaye (sinh 1972)
- Nita Mehta
- Pankaj Bhadouria
- Rajesh Mazumder
- Raji Jallepalli (1949–2002)
- Ranveer Brar (sinh 1978)
- Ritu Dalmia (sinh 1973)
- Ripudaman Handa
- Romy Gill (sinh 1972)
- Sanjay Thumma (sinh 1970)
- Sanjeev Kapoor (sinh 1964)
- Saransh Goila (sinh 1987)
- Shazia Khan
- Shipra Khanna (sinh 1981)
- Suvir Saran (sinh 1972)
- Tarla Dalal (1936- 2013)
- Venkatesh Bhat
- Vikas Khanna (sinh 1971)
- Vikram Sunderam[8][9]
- Vineet Bhatia
- Vishwesh Bhatt[10]
- Vivek Singh (sinh 1971)